# Stirb langsam
Stirb langsam (Originaltitel: Die Hard) ist ein US-amerikanischer Actionfilm aus dem Jahr 1988 von John McTiernan. Er handelt von einem Polizisten, der im Alleingang den Kampf gegen Gangster aufnimmt, die ein Hochhaus besetzt haben. In den Hauptrollen sind Bruce Willis und Alan Rickman zu sehen. Der Film ist die Umsetzung des Buches Nothing Lasts Forever aus dem Jahr 1979, geschrieben von Roderick Thorp, das eine Fortsetzung des Romans The Detective aus dem Jahr 1966 ist. Nach dem großen Erfolg des Films wurden vier Fortsetzungen produziert, die letzte davon, Stirb langsam – Ein guter Tag zum Sterben, kam im Februar 2013 in die Kinos.

## Handlung

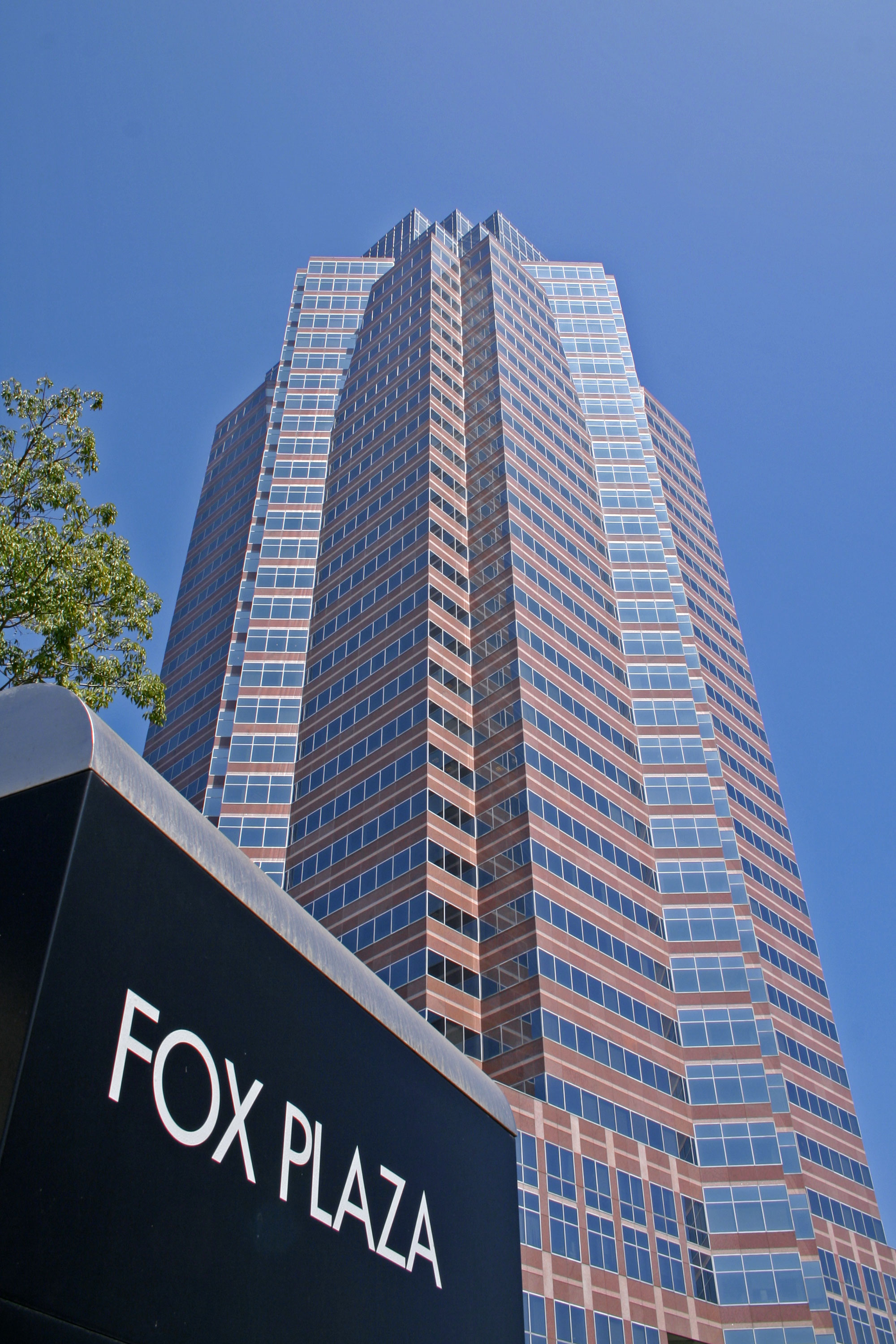
Fox Plaza (im Film: Nakatomi Plaza)

Der Polizist John McClane kommt an Heiligabend nach Los Angeles, um mit seiner Familie Weihnachten zu feiern. Von seiner Frau Holly lebt er seit einem halben Jahr getrennt, weil sie sich entschlossen hat, aus beruflichen Gründen nach Los Angeles zu ziehen, während er sich beruflich an New York City gebunden sieht.
McClane wird von seiner Frau auf der Weihnachtsfeier ihrer Firma erwartet. Die Feier findet im Nakatomi Plaza statt, einem Bürohochhaus. Das noch nicht ganz fertiggestellte Gebäude, in dem sich am Weihnachtsabend nur noch Gäste der Weihnachtsfeier der Nakatomi-Corporation befinden, wird von schwerbewaffneten Gangstern gestürmt, angeführt vom deutschen Kriminellen Hans Gruber. Sie kappen alle Telefonverbindungen nach außen, der automatische Feuerwehrnotruf funktioniert aber noch. Die Partygäste werden als Geiseln genommen und die Rezeption des Hochhauses mit einem eigenen Mann besetzt.
McClane gelingt es als Einzigem, sich vor den Verbrechern zu verstecken. In Einzelkämpfermanier schaltet er einen Gangster nach dem anderen aus und versucht, einen Notruf abzusetzen. Dabei wird er zwar von den Kriminellen entdeckt, doch es gelingt ihm, die Aufmerksamkeit des Streifenpolizisten Al Powell auf sich zu ziehen, der Unterstützung anfordert. Die Beamten vor Ort ignorieren jedoch McClanes Warnungen und Hinweise, weshalb er sich gezwungen sieht, weiter auf eigene Faust Jagd auf die Verbrecher zu machen. Er wird nur durch den Funkkontakt zu Sergeant Powell unterstützt, der sich im Verlauf zu einem Freund entwickelt.
Die Verbrecher geben vor, Terroristen zu sein und Gesinnungsgenossen freipressen zu wollen. Ihr wirklicher Plan ist, die Tafelpapiere aus dem Tresor zu stehlen, und das starre Standardverfahren des FBI zur Terroristenbekämpfung ist Teil ihres ausgeklügelten Plans. So kommen die Gangster erst an den Inhalt des Tresors, nachdem das FBI den Strom hat abschalten lassen.
Schließlich kann McClane die Gangster ausschalten – zuletzt stürzt Hans Gruber selbst aus dem 30. Stockwerk in den Tod – und die Geiseln können gerettet werden. Während McClane, Holly und die anderen Geiseln vor dem Gebäude die Erlebnisse verarbeiten, stürmt noch ein letzter Gangster aus den Reihen der befreiten Geiseln und zielt mit seiner Waffe auf McClane. Bevor er abdrücken kann, gelingt es Powell, den Angreifer zu töten.

## Produktion
Der englische Titel ist ein Wortspiel, das sich auf diehard bezieht, was als Substantiv abwertend „Dickschädel“ oder „Sturkopf“ bedeutet und als Adjektiv „unermüdlich“ oder „unverbesserlich“.
Ursprünglich wollte der Regisseur McTiernan die Fortsetzung zu Phantom-Kommando mit Arnold Schwarzenegger in der Hauptrolle drehen. Schwarzenegger lehnte jedoch die Rolle ab. So wurde aus dem Projekt der Film Stirb langsam, in dem Schwarzenegger ebenfalls die Hauptrolle bekommen sollte, jedoch erneut ablehnte. Bruce Willis war erst die sechste Wahl für die Rolle; vor ihm standen noch Sylvester Stallone, Burt Reynolds, Harrison Ford, Mel Gibson und Richard Gere auf der Liste.
Als Schauplatz diente der Rohbau des 1987 fertiggestellten Fox Plaza in Los Angeles (Verwaltungsgebäude von Fox, siehe 34° 3′ 18,7″ N, 118° 24′ 47″ W), entworfen von dem US-amerikanischen Architekten William Pereira.
In der amerikanischen Originalversion handelt es sich bei den Verbrechern, die das Hochhaus in ihre Gewalt bringen, zum Großteil um deutsche Terroristen, ehemalige Mitglieder des fiktiven Radical West-German Volksfrei Movement (mit Ausnahme von zwei Italienern, des Afroamerikaners Theo und des Asiaten Uli). Ihre Verständigung erfolgt meist auf Englisch, teilweise aber auch in bruchstückhaftem Deutsch mit amerikanischem Akzent. In der deutschen Synchronversion werden sie in eine europäische Gruppe Krimineller umgedeutet; möglicherweise um dem deutschen Publikum keine deutschen Bösewichter zuzumuten. Aus Hans wird Jack, aus Karl wird Charlie usw. Viele in der Originalversion auf Deutsch gesprochene Sätze sind Kürzestsätze und weisen schwere Grammatik- und Wortfehler auf; exemplarisch Gruber zu Karl: „Schieß dem Fenster!“
In Deutschland war Stirb langsam ursprünglich von der Freiwilligen Selbstkontrolle der Filmwirtschaft (FSK) ab 18 Jahren freigegeben und bei den ersten Veröffentlichungen auf VHS und DVD für eine FSK-16-Freigabe gekürzt worden. Der Film wurde von der FSK neu geprüft und erhielt nun auch ungeschnitten die Freigabe „FSK 16“.

### Mitwirkende im Film
Einige der Namen, die auf dem Touchscreen im Nakatomi-Gebäude erscheinen, gehören zu Personen, die tatsächlich am Film mitgearbeitet haben: Gregory McMurry (Video and Graphic Displays), Terry Miller (Second Assistant Director), Elisabeth „Liz“ Galloway (Production Coordinator) und Bruce Gfeller (Construction Coordinator).
In der Szene, als Al Powell in seinem Streifenwagen vor dem Beschuss der Terroristen flüchtet, ist kurz eine Bautafel zu sehen mit weiteren Namen von Mitwirkenden: Architect: E.C. Chen (Set Designer), General Construction: Gfeller Construction (Construction Coordinator), Executive Architect: Roland Hill (Set Designer), Mechanical: Al Di Sarro & Co. (Special Effects Coordinator), Electrical: Ed Ayer Co. (Gaffer), Civil: Steven Callas (Construction Foreman) – A Nakatomi Corporation Development.

## Kulturelle Anspielungen
- Auf der Weihnachts-Party spielt ein Streichquartett das Hauptthema des ersten Satzes des dritten Brandenburgischen Konzerts von Johann Sebastian Bach sowie eine entsprechende Bearbeitung von Beethovens Ode an die Freude aus der neunten Sinfonie. Das letztere Stück ist allerdings im Film zu lang.
- Während des Abspanns wird das Lied Let It Snow! Let It Snow! Let It Snow! von Vaughn Monroe gespielt. Es handelt sich nicht um die Originaleinspielung von 1945, sondern um Monroes Neufassung von 1963.[10] Nach seiner Inspektion des Hochhausfoyers singt Sgt. Al Powell diese Melodie vor sich hin, obwohl dort im weihnachtlichen Los Angeles kein Schnee fällt. Zum Ende des Films jedoch rieselt eine Vielzahl der Tafelpapiere wie Schnee vom Hochhaus herab auf die Menschen vor dem Hochhaus.
- Im Film spricht während eines Fernsehinterviews ein „Experte“ fälschlicherweise vom „Helsinki-Syndrom“, als dem psychologischen Phänomen, bei dem Geiseln ein positives emotionales Verhältnis zu ihren Entführern aufbauen, was seit einem bekannten Vorfall in Schweden als „Stockholm-Syndrom“ bezeichnet wird. Ironischerweise fragt der Nachrichtensprecher den „Experten“: „So wie Helsinki, Schweden?“, was der „Experte“ mit „Nein, Finnland“ beantwortet.
- Seit einigen Jahren werden im Internet Memes gepostet, die darauf verweisen, dass der Film ein Weihnachtsfilm sei. Auch wenn er nicht primär die klassischen Merkmale eines solchen aufweist, wie zum Beispiel Kevin – Allein zu Haus oder Tatsächlich… Liebe, befassen sich einige Artikel mit den Argumenten, dass Stirb langsam dazuzählt. Dazu gehört, dass der Film an Heiligabend spielt, dass Weihnachtslieder im Soundtrack sind oder dass der Name von McClanes Ehefrau Holly ist, was der englische Begriff für die an Weihnachten im angloamerikanischen Raum populäre Stechpalme ist.[11]

## Besetzung und Synchronisation
Der Film wurde bei der Deutschen Synchron in Berlin unter der Dialogregie von Michael Richter vertont.
| Darsteller            | Deutscher Sprecher       | Rolle                           |
| --------------------- | ------------------------ | ------------------------------- |
| Bruce Willis          | Manfred Lehmann          | John McClane                    |
| Alan Rickman          | Lutz Mackensy            | Hans Gruber                     |
| Alexander Godunov     | Jürgen Heinrich          | Karl                            |
| Reginald VelJohnson   | Engelbert von Nordhausen | Sergeant Al Powell              |
| Bonnie Bedelia        | Monica Bielenstein       | Holly McClane Gennaro           |
| William Atherton      | Uwe Paulsen              | Richard Thornburg               |
| Paul Gleason          | Hans-Werner Bussinger    | Deputy Chief Dwayne T. Robinson |
| Hart Bochner          | Frank Glaubrecht         | Harry Ellis                     |
| James Shigeta         | Dieter Ranspach          | Joe Takagi                      |
| Bruno Doyon           |                          | Franco                          |
| Andreas Wisniewski    | Mathias Einert           | Tony                            |
| Clarence Gilyard, Jr. | Joachim Tennstedt        | Theo                            |
| De’voreaux White      | Benjamin Völz            | Argyle                          |
| Robert Davi           | Helmut Gauß              | Special Agent Johnson           |
| Grand L. Bush         | Ulrich Gressieker        | Agent Johnson                   |
| Dennis Hayden         | Jürgen Kluckert          | Eddie                           |
| Al Leong              | Michael Christian        | Uli                             |
| Lorenzo Caccialanza   | Tobias Meister           | Marco                           |
| Gary Roberts          | Thomas Petruo            | Heinrich                        |
| Hans Buhringer        | Wolfgang Kühne           | Fritz                           |
| Wilhelm von Homburg   | Marlin Wick              | James                           |
| David Ursin           | Eberhard Prüter          | Harvey Johnson                  |
| George Christy        | Peter Schiff             | Dr. Hasseldorf                  |
| Matt Landers          | Detlef Bierstedt         | Captain Mitchell                |
| Anthony Peck          | Reinhard Kuhnert         | Polizist                        |
| Gerard Bonn           | Frank Schröder           | Kristoff                        |

## Kritiken
Der Film erhielt überwiegend positive Kritiken. Das Filmkritik-Portal Rotten Tomatoes gibt für den Film 94 % positive Rezensionen an und er hat einen Metascore von 72 von 100 bei Metacritic.

„Unter Einsatz aller erdenklichen technischen Raffinessen auf Hochspannung getrimmter harter Action-Film, der in der zweiten Hälfte zunehmend an Ironie gewinnt. Seine Rasanz und Dramatik erreicht er erst in der 70-mm-Fassung und einem dementsprechend eingerichteten Kino.“

## Einspielergebnisse
Laut boxofficemojo.com spielte der Film bei Produktionskosten von 28 Millionen US-Dollar weltweit ca. 140 Millionen US-Dollar ein, davon etwa 83 Millionen US-Dollar in den Vereinigten Staaten.

## Auszeichnungen (Auswahl)
- Der Film wurde bei der Oscarverleihung 1989 in vier Kategorien für den Oscar nominiert: bester Ton, bester Tonschnitt, bester Schnitt und beste visuelle Effekte.[17]
- Der Komponist Michael Kamen wurde mit einem BMI Film Music Award ausgezeichnet.[17]
- 2017 wurde Stirb langsam in das National Film Registry aufgenommen.[17]

## Adaptionen

### Fortsetzungsfilme
- 1990: Stirb langsam 2
- 1995: Stirb langsam: Jetzt erst recht
- 2007: Stirb langsam 4.0
- 2013: Stirb langsam – Ein guter Tag zum Sterben

### Computerspiele
1996 erschien das Arcade-Spiel Die Hard Arcade, ein Beat ’em up, das ebenfalls 1997 für Sega Saturn und 2006 für PlayStation 2 umgesetzt wurde.
Ebenfalls 1996 erschien Die Hard Trilogy für PlayStation, Sega Saturn und Windows-PCs.
2002 wurde eine Computerspielumsetzung des Filmes unter dem Titel Stirb Langsam – Nakatomi Plaza von Sierra veröffentlicht. Es ist ein Ego-Shooter, der die Engine von No One Lives Forever verwendet, die von LithTech entwickelt wurde. Für die deutsche Fassung konnte Bruce Willis’ Synchronsprecher Manfred Lehmann gewonnen werden. In der englischen Fassung sprach Schauspieler Reginald VelJohnson seine Rolle als Sgt. Al Powell.

### Persiflage
Der französische Film Stirb nicht zu langsam (2000) des Regisseurs Charles Nemes ist eine Persiflage auf die ersten drei Filme der Reihe Stirb langsam.